# Jugend komponiert (Österreich)
Jugend komponiert ist ein österreichischer Kompositionswettbewerb.

## Über den Wettbewerb
Der Wettbewerb wird im Rahmen von Prima la musica seit dem Jahr 2011 von Musik der Jugend und vom Österreichischen Komponistenbund veranstaltet.
Für die Einreichung und Beurteilung der Werke sind zwei Altersgruppen vorgesehen:
- Altersgruppe I: 10–14 Jahre
- Altersgruppe II: 15–18 Jahre

Jedes Jahr ist eine Besetzung und die Länge des zu komponierenden Pflichtstücks vorgegeben. Es muss auch ein Selbstwahlstück komponiert werden, das sich vom Pflichtstück (auch in der Besetzung) deutlich unterscheidet.
Seit 2011 leitet Richard Graf diesen Wettbewerb und ist gleichzeitig Vorsitzender der Jury, deren Zusammensetzung sich jährlich ändert. Bisherige Jurymitglieder waren mitunter Sebastiana Ierna, Viola Falb, Joanna Lewis, Martina Claussen, Ludwig Nussbichler, Gunter Waldek, Albin Zaininger und Alexander Kukelka.
Die Preisträger erhalten Geldpreise in Höhe von insgesamt 3.000 Euro, gestiftet vom Bundesministerium für Bildung, Wissenschaft und Forschung. Im Rahmen der Aspekte Salzburg findet ein Preisträgerkonzert statt.

## Preisträger

### 2021: Werke für Querflöte, Klarinette und Klavier
Altersgruppe I
- 1. Preis: Tina Geretschläger „Durch die Wüste“
- 1. Preis: Laurin Mair „Trio con Brio“
- 2. Preis: Mark Tullao „Traum“
- 2. Preis: Naomi Vasiu „Fly to the sky“

Altersgruppe II
- 2. Preis: Niklas Chroust „Sommernächte“
- 2. Preis: Mailin Hartlieb „quiet but loud“
- 3. Preis: Rahela Vasiu „Rise of the phoenix“

### 2020: Streichquartett
Altersgruppe I
- 1. Preis: Paul Hoffmann „Abschied vom Schneemann“
- 2. Preis: Tina Geretschläger „Intergalaktische Etüde“

Altersgruppe II
- 1. Preis: Philipp Gaspari „Was jetzt ?!“
- 2. Preis: Niklas Chroust „Winterquartett“
- 2. Preis: Matthias Guntner „Accretio – Institio – Defectio“

### 2019: Saxophon-Trio
Altersgruppe I
- 1. Preis: Julia Hermentin „Tanzende Lichter“
- 1. Preis: Andreas Bachmair „MultiphöniX“
- 2. Preis: Luca Stamenov „Strange Night“

Altersgruppe II
- 2. Preis: Heinrich Fuhrmann „It‘s Snowing“
- 2. Preis: Kiron Atom Tellian „Brunnenmarkt“
- 3. Preis: Tina Geroldinger „Mei Küchenkastl“

### 2018: Werke für Violine, Violoncello und Klavier
Altersgruppe I
- 1. Preis: Karim Zech „Trio Nr. 1“
- 2. Preis: Eduard Wernisch „Reise nach Saalbach“
- 2. Preis: Andreas Bachmair  „Tom’s Basilisk“

Altersgruppe II
- 2. Preis: Kiron Atom Tellian  „Klaviertrio I“
- 2. Preis: Heinrich Fuhrmann „The Guerillero“
- 3. Preis: Magdalena Fürntratt „Meine Alexa“

### 2017: Werke für Trompete, Horn und Posaune
Altersgruppe I
- 1. Preis: Andreas Bachmair „Auftakt“

Altersgruppe II
- 1. Preis: David Lohninger „Ugha Ugh Ugh“
- 2. Preis: Magdalena Fürntratt „Cyborg in the future tube“
- 3. Preis: Henryk Golden „Von Einem zum Andern“
- 3. Preis: Michael Gössler „The Third Thing“

### 2016: Werke für Flöte und Gitarre
Altersgruppe I
- 1. Preis: Kiron Atom Tellian „Für mein Stoffhuhn“
- 3. Preis: Anahid Hashemi „Die Kiwis“

Altersgruppe II
- 1. Preis: Johannes Beranek „Liaison eines Schmetterlings“
- 2. Preis: Magdalena Fürntratt „Star Wars 7 Suite“
- 2. Preis: David Mandlburger „Riverside Road“
- 3. Preis: Dana Schraml „Tango No. 1“

### 2015: Werke für Gesang und Schlagwerk
Altersgruppe I
- 1. Preis: Valerie Ettenauer „Entenexpress“
- 1. Preis: Emilia Semper „Nibelaso“
- 2. Preis: Anna-Katharina Schäfer „Droplets“

Altersgruppe II
- 1. Preis: Erwan Borek „Seele des Lebens“
- 2. Preis: Veronika Humer „Lost“
- 2. Preis: Dana Schraml „Ich will!“

### 2014: Werke für Violine und Klavier
Altersgruppe I
- 2. Preis: Benjamin Zumpfe „Die, Hollywood“

Altersgruppe II
- 2. Preis: Marie Theissing „Zartbitterschokolade“
- 2. Preis: Kiron Atom Tellian „Kia khiat“

### 2013: Vokalensemble mit bis zu 8 Stimmen
Altersgruppe I
- 2. Preis: Kiron Atom Tellian „13A“

Altersgruppe II
- 1. Preis: Lorina Vallaster „Kokolores“
- 2. Preis: Patrick Hahn „Lorem Ipsum“

### 2012: Werke für Saxophon, Klavier und Kontrabass
- 1. Preis: Anastasia Daria Welitschko „Junk-City Promenade“
- 1. Preis: Flora Geißelbrecht „In Entwicklung“
- 3. Preis: Raphael Pätzold „Dorfmusik“

### 2011: Werke für Soloinstrument und Elektronik
- 1. Preis: Paul Schuberth mit „Doux Notations sur Changement Qlimatique“
- 2. Preis: Flora Geißelbrecht mit „Brat-sche“
- 3. Preis: Felix Gutschi mit „Sunday Morning“